# Шабурская
Шабурская — деревня в составе Опаринского района Кировской области. 

## География
Находится на расстоянии примерно 38 километров по прямой на юго-запад от районного центра поселка Опарино.

## История
Деревня известна с 1727 года, когда в ней было учтено дворов 3 и 46 жителей мужского пола, а в 1764 61. В 1859 году отмечено дворов 12 и жителей 104, в 1926 25 и 146, в 1950 27 и 81, в 1989 году было 30 жителей. До 2021 года входила в Стрельское сельское поселение Опаринского района, ныне непосредственно в составе Опаринского района.

## Население
Постоянное население  составляло 11 человек (русские 100%) в 2002 году, 0 в 2010.